# Franz Nimführ
Franz Nimführ (21 de diciembre de 1913 – 1 de enero de 2010) fue un deportista austríaco que compitió en judo. Ganó una medalla de plata en el Campeonato Europeo de Judo de 1952 en la categoría 3.er dan.

## Palmarés internacional
| Campeonato Europeo | Campeonato Europeo | Campeonato Europeo | Campeonato Europeo |
| Año                | Lugar              | Medalla            | Categoría          |
| ------------------ | ------------------ | ------------------ | ------------------ |
| 1952               | París (Francia)    | Medalla de plata   | 3.er dan           |